# Araneus sogdianus
Araneus sogdianus este o specie de păianjeni din genul Araneus, familia Araneidae, descrisă de Charitonov, 1969. Conform Catalogue of Life specia Araneus sogdianus nu are subspecii cunoscute.